# Bunaftin
A bunaftin a szívritmuszavar elleni szerek III. osztályába tartozó gyógyszer. Meghosszabbítja a szívizom nyugalmi állapotát és stabilizálja a sejtfalakat. 

## Készítmények[1]
- Meregon (hidroklorid és citrát formában)

Magyarországon nincs forgalomban.

## Fordítás
- Ez a szócikk részben vagy egészben  a   Bunaftine című angol Wikipédia-szócikk fordításán alapul.  Az eredeti cikk szerkesztőit annak laptörténete sorolja fel. Ez a jelzés csupán a megfogalmazás eredetét és a szerzői jogokat jelzi, nem szolgál a cikkben szereplő információk forrásmegjelöléseként.